# Guilherme Costa Marques
Guilherme Costa Marques – noto solo come Guilherme – (Três Rios, 21 maggio 1991) è un calciatore brasiliano, centrocampista del Changchun Yatai.

## Caratteristiche tecniche
È un trequartista esterno di piede mancino, che predilige la fascia destra, e che può essere anche schierato in posizione centrale. Spesso ha anche ricoperto il ruolo di terzino sinistro. Dotato di un ottimo dribbling, nel periodo al Legia Varsavia si è distinto anche per una discreta abilità sotto porta.

## Carriera

### Inizi in Brasile e Portogallo
Muove i primi passi nelle giovanili della squadra brasiliana Paraíba do Sul, nell'omonima cittadina vicina alla sua Três Rios. Nel 2009 passa alle giovanili del Braga, in Portogallo. Esordisce in prima squadra il 24 gennaio 2010 in un incontro della coppa nazionale, contro l'União Leiria. Nella prima parte della stagione seguente viene girato in prestito al Vizela in Segunda Liga, dove colleziona 7 presenze. Tornato al Braga, nella seconda parte della stagione 2010-2011 gioca le sue prime cinque partite in Primeira Liga. Nella stagione 2011-2012 viene girato nuovamente in prestito, questa volta nella massima serie, al Gil Vicente: tra campionato e coppa nazionale gioca 26 partite e segna un gol, ma, tornato al Braga, viene relegato in seconda squadra durante tutto l'arco della stagione seguente 2012-2013 e fino alla fine del 2013.

### Legia Varsavia
Nel gennaio 2014, dopo una brevissima esperienza all'Olé Brasil, passa al Legia Varsavia, dapprima in prestito proprio dalla squadra brasiliana, per poi essere acquistato a titolo definitivo per 250.000 euro nel gennaio 2015. Gioca la sua prima partita con la nuova maglia il 14 febbraio 2014, contro il Korona Kielce. Dopo un'altra sola presenza, subisce la rottura parziale del legamento collaterale mediale della caviglia, che lo tiene fuori dal campo di gioco fino all'ottobre seguente. Proprio in questo mese colleziona la sua prima presenza nelle competizioni europee, nel girone di Europa League, contro il Metalist.
Nonostante il grave infortunio, pian piano riesce a ritagliarsi un posto da titolare fisso all'interno della formazione polacca, complice anche la sua capacità di adattarsi a diversi ruoli. Infatti, dal gennaio 2014 al gennaio 2018, nell'arco di quattro stagioni, colleziona 148 presenze, vincendo per tre volte il campionato polacco e per due volte la Puchar Polski, la coppa nazionale. Tra 2016 e 2017 gioca anche 13 partite e segna 3 gol in Champions League.

### Benevento
Il 16 gennaio 2018 passa a titolo gratuito al Benevento, squadra militante in Serie A, alla ricerca di rinforzi per cercare di centrare l'obiettivo della salvezza. Esordisce in Serie A il 21 gennaio 2018 nella partita persa per 3-0 in casa del Bologna. L'11 febbraio segna il primo gol nella gara in trasferta contro la Roma persa per 5-2. Il 31 marzo si ripete, segnando il gol del momentaneo 2-1 per i sanniti contro la Lazio (partita poi persa 6-2).

### Gli anni in Turchia
Il 1º luglio 2018 viene acquistato dal GDSC Alvarenga che, il 4 agosto 2018, lo cede in prestito per un anno allo Yeni Malatyaspor, compagine turca. Esordisce con il nuovo club nella partita vinta per 3-1 contro il Göztepe, valida per la prima giornata di Süper Lig. Il suo primo gol con la squadra di Malatya data al 15 settembre, nella partita persa per 2-1 contro il Beşiktaş. Malgrado due infortuni subiti nel corso della stagione, conclude l'annata con 35 presenze e 5 gol in tutte le competizioni.
Il 31 gennaio 2020 si accasa presso un'altra società turca, il Trabzonspor. Esordisce con la nuova maglia il 1º febbraio contro il Fenerbahçe, subentrando ad inizio ripresa al posto di Yusuf Sari. Il 13 febbraio realizza le prime reti con il club di Trebisonda, siglando una doppietta nei quarti di andata della coppa nazionale contro l'Erzurumspor FK.
Il 1º ottobre 2020 passa di nuovo in prestito al Göztepe. In un anno collezionerà solo 10 presenze e 2 reti.

### Guangzhou Cheng
Il 26 febbraio 2021 viene acquistato dal Guangzhou Cheng a titolo definitivo per 1,6 milioni di euro. In circa due anni di permanenza, tenendo conto dei vari infortuni, colleziona solo 32 presenze, comunque andando a segno 11 volte.
Il 29 marzo 2023, rescinde il proprio contratto rimanendo svincolato, a causa del fallimento del club cinese.

### Il ritorno in Brasile
Il 31 marzo 2023 torna in patria dopo 9 anni, firmando per il Goiás.

## Statistiche

### Presenze e reti nei club
Statistiche aggiornate al 3 dicembre 2022.
| Stagione                | Squadra                 | Campionato              | Campionato | Campionato | Coppe nazionali | Coppe nazionali | Coppe nazionali | Coppe continentali | Coppe continentali | Coppe continentali | Altre coppe | Altre coppe | Altre coppe | Totale | Totale |
| Stagione                | Squadra                 | Comp                    | Pres       | Reti       | Comp            | Pres            | Reti            | Comp               | Pres               | Reti               | Comp        | Pres        | Reti        | Pres   | Reti   |
| ----------------------- | ----------------------- | ----------------------- | ---------- | ---------- | --------------- | --------------- | --------------- | ------------------ | ------------------ | ------------------ | ----------- | ----------- | ----------- | ------ | ------ |
| 2009-2010               | Braga                   | PL                      | 0          | 0          | CP+CdL          | 1+-             | 0+-             | UEL                | -                  | -                  | -           | -           | -           | 1      | 0      |
| lug.-ott. 2010          | Braga                   | PL                      | 0          | 0          | CP+CdL          | 0+1             | 0+0             | UCL+UEL            | 0                  | 0                  | -           | -           | -           | 1      | 0      |
| ott.-dic.. 2010         | Vizela                  | SL                      | 7          | 0          | CP+CdL          | -               | -               | -                  | -                  | -                  | -           | -           | -           | 7      | 0      |
| ott. 2010-2011          | Braga                   | PL                      | 5          | 1          | CP+CdL          | 1+1             | 1+0             | UCL+UEL            | -+0                | -+0                | -           | -           | -           | 6      | 2      |
| lug.-ago. 2011          | Braga                   | PL                      | 0          | 0          | CP+CdL          | -               | -               | UEL                | 1                  | 0                  | -           | -           | -           | 1      | 0      |
| Totale Braga            | Totale Braga            | Totale Braga            | 5          | 1          |                 | 4               | 1               |                    | 1                  | 0                  |             | -           | -           | 10     | 2      |
| ago. 2011-2012          | Gil Vicente             | PL                      | 19         | 0          | CP+CdL          | 6+1             | 1+0             | -                  | -                  | -                  | -           | -           | -           | 26     | 1      |
| 2012-2013               | Braga B                 | SL                      | 27         | 4          | -               | -               | -               | -                  | -                  | -                  | -           | -           | -           | 27     | 4      |
| gen.-giu. 2014          | Legia Varsavia          | EK                      | 2          | 0          | CP              | -               | -               | UCL+UEL            | -                  | -                  | -           | -           | -           | 2      | 0      |
| 2014-2015               | Legia Varsavia          | EK                      | 18         | 1          | CP              | 6               | 0               | UCL+UEL            | 0+6                | 0+0                | SP          | 0           | 0           | 30     | 1      |
| 2015-2016               | Legia Varsavia          | EK                      | 35         | 5          | CP              | 7               | 1               | UEL                | 12                 | 2                  | SP          | 1           | 0           | 55     | 8      |
| 2016-2017               | Legia Varsavia          | EK                      | 29         | 5          | CP              | 0               | 0               | UCL+UEL            | 9+2                | 1+0                | SP          | 1           | 1           | 41     | 7      |
| 2017-gen. 2018          | Legia Varsavia          | EK                      | 15         | 3          | CP              | 1               | 0               | UCL+UEL            | 4+1                | 2+0                | SP          | 1           | 0           | 22     | 5      |
| Totale Legia Varsavia   | Totale Legia Varsavia   | Totale Legia Varsavia   | 99         | 14         |                 | 14              | 1               |                    | 32                 | 5                  |             | 3           | 1           | 148    | 21     |
| gen.-giu. 2018          | Benevento               | A                       | 12         | 2          | CI              | -               | -               | -                  | -                  | -                  | -           | -           | -           | 12     | 2      |
| 2018-2019               | Yeni Malatyaspor        | SL                      | 30         | 5          | CT              | 5               | 0               | -                  | -                  | -                  | -           | -           | -           | 35     | 5      |
| ago. 2019-gen. 2020     | Yeni Malatyaspor        | SL                      | 18         | 5          | CT              | 4               | 2               | -                  | -                  | -                  | -           | -           | -           | 22     | 7      |
| Totale Yeni Malatyaspor | Totale Yeni Malatyaspor | Totale Yeni Malatyaspor | 48         | 10         |                 | 9               | 2               |                    | -                  | -                  |             | -           | -           | 57     | 12     |
| gen.-ago.2020           | Trabzonspor             | SL                      | 14         | 0          | CT              | 4               | 2               | -                  | -                  | -                  | -           | -           | -           | 18     | 2      |
| set.2020                | Trabzonspor             | SL                      | 2          | 0          | -               | -               | -               | -                  | -                  | -                  | -           | -           | -           | 2      | 0      |
| Totale Trabzonspor      | Totale Trabzonspor      | Totale Trabzonspor      | 16         | 0          |                 | 4               | 2               |                    | -                  | -                  |             | -           | -           | 20     | 2      |
| ott.2020-feb. 2021      | Göztepe                 | SL                      | 10         | 2          | CT              | 1               | 1               | -                  | -                  | -                  | -           | -           | -           | 11     | 3      |
| mar.-dic. 2021          | Guangzhou Cheng         | CSL                     | 14         | 5          | CC              | 0               | 0               | -                  | -                  | -                  | -           | -           | -           | 14     | 5      |
| 2022                    | Guangzhou Cheng         | CSL                     | 18         | 6          | CC              | 0               | 0               | -                  | -                  | -                  | -           | -           | -           | 18     | 6      |
| Totale Guangzhou Cheng  | Totale Guangzhou Cheng  | Totale Guangzhou Cheng  | 32         | 11         |                 | 0               | 0               |                    | -                  | -                  |             | -           | -           | 32     | 11     |
| 2023                    | Goiás                   | A                       | 30         | 6          | CB              | 0               | 0               | CS                 | 5                  | 1                  | -           | -           | -           | 35     | 7      |
| 2024                    | Changchun Yatai         | CSL                     | 12         | 3          | CC              | 0               | 0               | -                  | -                  | -                  | -           | -           | -           | 12     | 3      |
| Totale carriera         | Totale carriera         | Totale carriera         | 317        | 53         |                 | 39              | 8               |                    | 38                 | 6                  |             | 3           | 1           | 392    | 67     |

## Palmarès

### Club

#### Competizioni nazionali
- Campionato polacco: 3

Legia Varsavia: 2013-2014, 2015-2016, 2016-2017
- Coppa di Polonia: 2

Legia Varsavia: 2014-2015, 2015-2016
- Coppa di Turchia: 1

Trabzonspor: 2019-2020